# Comando Militar
No Exército Brasileiro, é denominado Comando Militar o agrupamento de Regiões Militares, sob um único comando regional. Existem oito comandos militares estrategicamente posicionados para a pronta defesa do país.

## Comandos Militares
- Comando Militar da Amazônia (CMA) - com sede na cidade de Manaus, AM e jurisdição sobre os territórios da 12.ª Região Militar;
- Comando Militar do Leste (CML) - com sede na cidade do Rio de Janeiro (Rio de Janeiro) e jurisdição sobre os territórios das 1.ª e 4.ª Regiões Militares;
- Comando Militar do Nordeste (CMNE) - com sede na cidade do Recife (Pernambuco) e jurisdição sobre os territórios das 6.ª, 7.ª e 10.ª Regiões Militares;
- Comando Militar do Norte (CMN) - com sede na cidade de Belém (Pará) e jurisdição sobre os territórios da 8.ª Região Militar;
- Comando Militar do Oeste (CMO) - com sede na cidade de Campo Grande (Mato Grosso do Sul) e jurisdição sobre o território da 9.ª Região Militar;
- Comando Militar do Planalto (CMP) - com sede na cidade de Brasília (Distrito Federal) e jurisdição sobre o território da 11.ª Região Militar;
- Comando Militar do Sudeste (CMSE) - com sede na cidade de São Paulo (São Paulo) e jurisdição sobre o território da 2.ª Região Militar; e
- Comando Militar do Sul (CMS) - com sede na cidade de Porto Alegre, RS e jurisdição sobre os territórios das 3.ª e 5.ª Regiões Militares.